# FIS Sommer Ladies Tournee
FIS Sommer Ladies Tournee – turniej w skokach narciarskich kobiet, odbywający się w miesiącach letnich na takich samych zasadach, jak Turniej Czterech Skoczni czy FIS Ladies Winter Tournee w zimie. 
Cykl FSLT w 2001 roku składał się z sześciu konkursów (trzech drużynowych i trzech indywidualnych), natomiast od 2002 do 2006 roku z pięciu (czterech indywidualnych i jednego drużynowego), z wyjątkiem 2003 roku, kiedy rozegrano drugi konkurs drużynowy. 
Zawody rozgrywane były na skoczniach w Niemczech (Meinerzhagen, Breitenbergu, Klingenthal i Pöhli), Słowenii (Velenje i Mislinja) oraz w austriackim Bischofshofen. Do roku 2002 turniej rozgrywany był na przełomie sierpnia i września, a po 2002 roku – w sierpniu. 
Zawodniczki rozpędzały się na rozbiegu po porcelanowych torach, a lądowały na zeskoku pokrytym igelitem. Zwycięzcą zostawała zawodniczka, która zdobyła największą liczbę punktów we wszystkich konkursach łącznie. Turniej odbył się po raz pierwszy w 2001 roku i był najstarszym i najdłuższym turniejem letnim w skokach narciarskich dla kobiet.
W 2005 i 2006 roku turniej FIS Sommer Ladies Tournee był rozgrywany w ramach Pucharu Kontynentalnego.
W 2006 roku odbyły się ostatnie zawody w ramach FIS Sommer Ladies Tournee, później turniej nie został już wznowiony.

## Historia
Od 1999 roku w sezonie zimowym rozgrywano zawody FIS Ladies Grand Tournee, dlatego kilka federacji narciarskich postanowiło zorganizować zawody na igelicie. Dopiero od 2001 zorganizowano pierwszy turniej FIS Ladies Tournee. Pierwsza edycja odbyła się w Słowenii i Niemczech – na skoczniach w Velenju, Mislinji i Meinerzhagen. Rok później zawody w Słowenii zastąpiono konkursami w Pöhli i Breitenbergu. W trzeciej edycji turnieju wycofano zawody w Breitenbergu, natomiast dodano zawody w austriackim Bischofshofen i niemieckim Klingenthal. Wraz z wprowadzeniem w sezonie 2004/05 kobiecego Pucharu Kontynentalnego, zawody zostały dodane do kalendarza tego cyklu. Po raz ostatni turniej odbył się w 2006 roku.

## Obiekty
|      | Nazwa skoczni                  | Miasto        | Punkt konstrukcyjny | Rozmiar skoczni  | Lata rozegrania konkursów          |
| ---- | ------------------------------ | ------------- | ------------------- | ---------------- | ---------------------------------- |
|      | Meinhardus-Schanzen            | Meinerzhagen  | K-62                | HS 68            | 2001, 2002, 2003, 2004, 2005, 2006 |
|      | Baptist-Kitzlinger-Schanze     | Breitenberg   | K-75                | HS 82            | 2002                               |
|      | Laideregg-Schanze              | Bischofshofen | K-65                | HS 78            | 2003, 2004, 2005, 2006             |
|      | Vogtlandschanzen               | Klingenthal   | K-60                | HS 65            | 2003                               |
| K-80 | Vogtlandschanzen               | Klingenthal   | HS 85               | 2004, 2005, 2006 |                                    |
|      | Pöhlbachschanze                | Pöhla         | K-60                | HS 65            | 2002, 2003, 2004, 2005, 2006       |
|      | Grajski grič                   | Velenje       | K-85                | HS 94            | 2001                               |
|      | Skakalnica Dr. Stanko Stoporko | Mislinja      | K-85                | HS 93            | 2001                               |

## Zwyciężczynie turnieju
|      | Miejsce rozgrywania zawodów                     | 1. miejsce       | 2. miejsce       | 3. miejsce       | Drużynowo          | Źródło |
| ---- | ----------------------------------------------- | ---------------- | ---------------- | ---------------- | ------------------ | ------ |
| 2001 | Velenje, Mislinja, Meinerzhagen                 | Daniela Iraschko | Eva Ganster      | Ayumi Watase     | 3 x Austria        | [ 2 ]  |
| 2002 | Breitenberg, Pöhla, Meinerzhagen                | Daniela Iraschko | Eva Ganster      | Jessica Jerome   | Austria            | [ 11 ] |
| 2003 | Bischofshofen, Klingenthal, Pöhla, Meinerzhagen | Anette Sagen     | Henriette Smeby  | Ayumi Watase     | Norwegia i Austria | [ 12 ] |
| 2004 | Bischofshofen, Klingenthal, Pöhla, Meinerzhagen | Eva Ganster      | Lindsey Van      | Daniela Iraschko | Austria            | [ 13 ] |
| 2005 | Bischofshofen, Klingenthal, Pöhla, Meinerzhagen | Anette Sagen     | Jessica Jerome   | Line Jahr        | Stany Zjednoczone  | [ 14 ] |
| 2006 | Klingenthal, Pöhla, Meinerzhagen, Bischofshofen | Anette Sagen     | Juliane Seyfarth | Jessica Jerome   | Stany Zjednoczone  | [ 15 ] |

## Wyniki turniejów
2001
| Data                 | Miejsce              | Skocznia                       | Punkt konstrukcyjny  | Uwagi                | 1. miejsce                                             | 2. miejsce                                          | 3. miejsce                                            | Źródło |
| -------------------- | -------------------- | ------------------------------ | -------------------- | -------------------- | ------------------------------------------------------ | --------------------------------------------------- | ----------------------------------------------------- | ------ |
| 24.08.2001           | Velenje              | Grajski grič                   | K-85                 | drużynowy            | Austria I Magdalena Kubli Eva Ganster Daniela Iraschko | Niemcy Heidi Roth Ann-Kathrin Reger Kristin Schmidt | Japonia Rieko Kanai Ayumi Watase Izumi Yamada         | [ 16 ] |
| 25.08.2001           | Velenje              | Grajski grič                   | K-85                 | –                    | Daniela Iraschko                                       | Eva Ganster                                         | Ann-Kathrin Reger                                     | [ 17 ] |
| 25.08.2001           | Mislinja             | Skakalnica Dr. Stanko Stoporko | K-85                 | drużynowy            | Austria I Magdalena Kubli Eva Ganster Daniela Iraschko | Japonia Rieko Kanai Ayumi Watase Izumi Yamada       | Norwegia Anette Sagen Line Jahr Henriette Smeby       | [ 18 ] |
| 26.08.2001           | Mislinja             | Skakalnica Dr. Stanko Stoporko | K-85                 | –                    | Daniela Iraschko                                       | Eva Ganster                                         | Henriette Smeby                                       | [ 19 ] |
| 01.09.2001           | Meinerzhagen         | Meinhardus-Schanzen            | K-62                 | drużynowy            | Austria I Magdalena Kubli Eva Ganster Daniela Iraschko | Japonia Rieko Kanai Ayumi Watase Izumi Yamada       | Niemcy I Heidi Roth Kristin Schmidt Ann-Kathrin Reger | [ 20 ] |
| 02.09.2001           | Meinerzhagen         | Meinhardus-Schanzen            | K-62                 | –                    | Daniela Iraschko                                       | Ayumi Watase                                        | Eva Ganster                                           | [ 21 ] |
| Klasyfikacja końcowa | Klasyfikacja końcowa | Klasyfikacja końcowa           | Klasyfikacja końcowa | Klasyfikacja końcowa | Daniela Iraschko                                       | Eva Ganster                                         | Ayumi Watase                                          | [ 2 ]  |

2002
| Data                 | Miejsce              | Skocznia                   | Punkt konstrukcyjny  | Uwagi                | 1. miejsce                                                         | 2. miejsce                                                      | 3. miejsce                                                          | Źródło |
| -------------------- | -------------------- | -------------------------- | -------------------- | -------------------- | ------------------------------------------------------------------ | --------------------------------------------------------------- | ------------------------------------------------------------------- | ------ |
| 31.08.2002           | Breitenberg          | Baptist-Kitzlinger-Schanze | K-75                 | –                    | Daniela Iraschko                                                   | Eva Ganster                                                     | Jessica Jerome                                                      | [ 22 ] |
| 01.09.2002           | Breitenberg          | Baptist-Kitzlinger-Schanze | K-75                 | –                    | Jessica Jerome                                                     | Eva Ganster                                                     | Daniela Iraschko                                                    | [ 23 ] |
| 04.09.2002           | Pöhla                | Pöhlbachschanze            | K-60                 | –                    | Daniela Iraschko                                                   | Eva Ganster                                                     | Jessica Jerome                                                      | [ 24 ] |
| 07.09.2002           | Meinerzhagen         | Meinhardus-Schanzen        | K-62                 | drużynowy            | Austria I Eva Ganster Daniela Iraschko Tanja Drage Katrin Stefaner | Norwegia Henriette Smeby Anette Sagen Line Jahr Kristin Fridtun | Niemcy I Stefanie Krieg Ulrike Gräßler Ann-Kathrin Reger Heidi Roth | [ 25 ] |
| 08.09.2002           | Meinerzhagen         | Meinhardus-Schanzen        | K-62                 | –                    | Eva Ganster                                                        | Anette Sagen                                                    | Daniela Iraschko                                                    | [ 26 ] |
| Klasyfikacja końcowa | Klasyfikacja końcowa | Klasyfikacja końcowa       | Klasyfikacja końcowa | Klasyfikacja końcowa | Daniela Iraschko                                                   | Eva Ganster                                                     | Jessica Jerome                                                      | [ 11 ] |

2003
| Data                 | Miejsce              | Skocznia             | Punkt konstrukcyjny  | Uwagi                | 1. miejsce                                                       | 2. miejsce                                            | 3. miejsce                                          | Źródło |
| -------------------- | -------------------- | -------------------- | -------------------- | -------------------- | ---------------------------------------------------------------- | ----------------------------------------------------- | --------------------------------------------------- | ------ |
| 13.08.2003           | Bischofshofen        | Laideregg-Schanze    | K-65                 | –                    | Anette Sagen                                                     | Henriette Smeby                                       | Kristin Schmidt                                     | [ 27 ] |
| 16.08.2003           | Pöhla                | Pöhlbachschanze      | K-60                 | –                    | Anette Sagen                                                     | Ulrike Gräßler                                        | Henriette Smeby                                     | [ 28 ] |
| 17.08.2003           | Pöhla                | Pöhlbachschanze      | K-60                 | drużynowy            | Norwegia Kristin Fridtun Henriette Smeby Anette Sagen            | Niemcy I Ulrike Gräßler Jenna Mohr Kristin Schmidt    | Austria Katrin Stefaner Tanja Drage Magdalena Kubli | [ 29 ] |
| 20.08.2003           | Klingenthal          | Vogtlandschanzen     | K-60                 | –                    | Anette Sagen                                                     | Kristin Schmidt                                       | Magdalena Kubli                                     | [ 30 ] |
| 23.08.2003           | Meinerzhagen         | Meinhardus-Schanzen  | K-62                 | drużynowy            | Austria I Jacqueline Seifriedsberger Tanja Drage Magdalena Kubli | Słowenia II Tamara Kancilja Monika Pogladič Eva Logar | Niemcy I Juliane Seyfarth Ulrike Gräßler Jenna Mohr | [ 31 ] |
| 24.08.2003           | Meinerzhagen         | Meinhardus-Schanzen  | K-62                 | –                    | Anette Sagen                                                     | Ayumi Watase                                          | Monika Pogladič                                     | [ 32 ] |
| Klasyfikacja końcowa | Klasyfikacja końcowa | Klasyfikacja końcowa | Klasyfikacja końcowa | Klasyfikacja końcowa | Anette Sagen                                                     | Henriette Smeby                                       | Ayumi Watase                                        | [ 12 ] |

2004
| Data                 | Miejsce              | Skocznia             | Punkt konstrukcyjny  | Uwagi                | 1. miejsce                                                                  | 2. miejsce                                                 | 3. miejsce                                                            | Źródło |
| -------------------- | -------------------- | -------------------- | -------------------- | -------------------- | --------------------------------------------------------------------------- | ---------------------------------------------------------- | --------------------------------------------------------------------- | ------ |
| 08.08.2004           | Bischofshofen        | Laideregg-Schanze    | K-65                 | –                    | Daniela Iraschko                                                            | Anette Sagen                                               | Monika Pogladič                                                       | [ 33 ] |
| 10.08.2004           | Klingenthal          | Vogtlandschanzen     | K-80                 | –                    | Lindsey Van                                                                 | Eva Ganster                                                | Anette Sagen                                                          | [ 34 ] |
| 12.08.2004           | Pöhla                | Pöhlbachschanze      | K-60                 | –                    | Eva Ganster                                                                 | Daniela Iraschko                                           | Lindsey Van                                                           | [ 35 ] |
| 14.08.2004           | Meinerzhagen         | Meinhardus-Schanzen  | K-62                 | drużynowy            | Austria Tanja Drage Daniela Iraschko Eva Ganster Jacqueline Seifriedsberger | Norwegia Anette Sagen Henriette Smeby Line Jahr Mari Backe | Stany Zjednoczone Lindsey Van Alissa Johnson Abby Hughes Brenna Ellis | [ 36 ] |
| 15.08.2004           | Meinerzhagen         | Meinhardus-Schanzen  | K-62                 | –                    | Monika Pogladič                                                             | Lindsey Van                                                | Daniela Iraschko                                                      | [ 37 ] |
| Klasyfikacja końcowa | Klasyfikacja końcowa | Klasyfikacja końcowa | Klasyfikacja końcowa | Klasyfikacja końcowa | Eva Ganster                                                                 | Lindsey Van                                                | Daniela Iraschko                                                      | [ 13 ] |

2005
| Data                 | Miejsce              | Skocznia             | Punkt konstrukcyjny  | Uwagi                | 1. miejsce                                                            | 2. miejsce                                               | 3. miejsce                                                             | Źródło |
| -------------------- | -------------------- | -------------------- | -------------------- | -------------------- | --------------------------------------------------------------------- | -------------------------------------------------------- | ---------------------------------------------------------------------- | ------ |
| 07.08.2005           | Bischofshofen        | Laideregg-Schanze    | K-65                 | –                    | Line Jahr                                                             | Anette Sagen                                             | Jessica Jerome                                                         | [ 38 ] |
| 09.08.2005           | Klingenthal          | Vogtlandschanzen     | K-80                 | –                    | Katie Willis                                                          | Anette Sagen                                             | Jessica Jerome                                                         | [ 39 ] |
| 11.08.2005           | Pöhla                | Pöhlbachschanze      | K-60                 | –                    | Anette Sagen                                                          | Line Jahr                                                | Jessica Jerome                                                         | [ 40 ] |
| 13.08.2005           | Meinerzhagen         | Meinhardus-Schanzen  | K-62                 | drużynowy            | Stany Zjednoczone Lindsey Van Jessica Jerome Brenna Ellis Abby Hughes | Słowenia Maja Vtič Eva Logar Monika Pogladič Katja Požun | Niemcy I Lisa Rexhäuser Melanie Faißt Juliane Seyfarth Kristin Schmidt | [ 41 ] |
| 14.08.2005           | Meinerzhagen         | Meinhardus-Schanzen  | K-62                 | –                    | Anette Sagen                                                          | Lisa Demetz                                              | Lindsey Van                                                            | [ 42 ] |
| Klasyfikacja końcowa | Klasyfikacja końcowa | Klasyfikacja końcowa | Klasyfikacja końcowa | Klasyfikacja końcowa | Anette Sagen                                                          | Jessica Jerome                                           | Line Jahr                                                              | [ 14 ] |

2006
| Data                 | Miejsce              | Skocznia             | Punkt konstrukcyjny  | Uwagi                | 1. miejsce                                                                   | 2. miejsce                                                         | 3. miejsce                                            | Źródło |
| -------------------- | -------------------- | -------------------- | -------------------- | -------------------- | ---------------------------------------------------------------------------- | ------------------------------------------------------------------ | ----------------------------------------------------- | ------ |
| 06.08.2006           | Klingenthal          | Vogtlandschanzen     | K-80                 | –                    | Anette Sagen                                                                 | Juliane Seyfarth                                                   | Jessica Jerome                                        | [ 43 ] |
| 09.08.2006           | Pöhla                | Pöhlbachschanze      | K-60                 | –                    | Juliane Seyfarth                                                             | Ulrike Gräßler                                                     | Jessica Jerome                                        | [ 44 ] |
| 11.08.2006           | Meinerzhagen         | Meinhardus-Schanzen  | K-62                 | drużynowy            | Stany Zjednoczone I Avery Ardovino Abby Hughes Alissa Johnson Jessica Jerome | Niemcy I Anna Häfele Melanie Faißt Ulrike Gräßler Juliane Seyfarth | Norwegia Gyda Enger Mari Backe Line Jahr Anette Sagen | [ 45 ] |
| 12.08.2006           | Meinerzhagen         | Meinhardus-Schanzen  | K-62                 | –                    | Anette Sagen                                                                 | Juliane Seyfarth                                                   | Ayumi Watase                                          | [ 46 ] |
| 15.08.2006           | Bischofshofen        | Laideregg-Schanze    | K-65                 | –                    | Anette Sagen                                                                 | Juliane Seyfarth                                                   | Ulrike Gräßler                                        | [ 47 ] |
| Klasyfikacja końcowa | Klasyfikacja końcowa | Klasyfikacja końcowa | Klasyfikacja końcowa | Klasyfikacja końcowa | Anette Sagen                                                                 | Juliane Seyfarth                                                   | Jessica Jerome                                        | [ 15 ] |

## Statystyki

### Indywidualne

#### Najwięcej zwycięstw w klasyfikacji generalnej
| Miejsce | Imię i nazwisko  | Kraj     | Wygrane |
| ------- | ---------------- | -------- | ------- |
| 1.      | Anette Sagen     | Norwegia | 3       |
| 2.      | Daniela Iraschko | Austria  | 2       |
| 3.      | Eva Ganster      | Austria  | 1       |

#### Najwięcej razy na podium w klasyfikacji generalnej
| Miejsce | Imię i nazwisko  | Kraj              | 1. miejsca | 2. miejsca | 3. miejsca | Razem |
| ------- | ---------------- | ----------------- | ---------- | ---------- | ---------- | ----- |
| 1.      | Anette Sagen     | Norwegia          | 3          | 0          | 0          | 3     |
|         | Daniela Iraschko | Austria           | 2          | 0          | 1          | 3     |
|         | Eva Ganster      | Austria           | 1          | 2          | 0          | 3     |
|         | Jessica Jerome   | Stany Zjednoczone | 0          | 1          | 2          | 3     |
| 5.      | Ayumi Watase     | Japonia           | 0          | 0          | 2          | 2     |
| 6.      | Henriette Smeby  | Norwegia          | 0          | 1          | 0          | 1     |
|         | Lindsey Van      | Stany Zjednoczone | 0          | 1          | 0          | 1     |
|         | Juliane Seyfarth | Niemcy            | 0          | 1          | 0          | 1     |
|         | Line Jahr        | Norwegia          | 0          | 0          | 1          | 1     |

#### Najwięcej zwycięstw w konkursach
| Miejsce | Imię i nazwisko  | Kraj              | Razy |
| ------- | ---------------- | ----------------- | ---- |
| 1.      | Anette Sagen     | Norwegia          | 9    |
| 2.      | Daniela Iraschko | Austria           | 6    |
| 3.      | Eva Ganster      | Austria           | 2    |
| 4.      | Jessica Jerome   | Stany Zjednoczone | 1    |
|         | Lindsey Van      | Stany Zjednoczone | 1    |
|         | Monika Pogladič  | Słowenia          | 1    |
|         | Line Jahr        | Norwegia          | 1    |
|         | Katie Willis     | Kanada            | 1    |
|         | Juliane Seyfarth | Niemcy            | 1    |

#### Najwięcej razy na podium konkursów
| Miejsce | Imię i nazwisko   | Kraj              | 1. miejsca | 2. miejsca | 3. miejsca | Razem |
| ------- | ----------------- | ----------------- | ---------- | ---------- | ---------- | ----- |
| 1.      | Anette Sagen      | Norwegia          | 9          | 4          | 1          | 14    |
| 2.      | Daniela Iraschko  | Austria           | 6          | 1          | 3          | 10    |
| 3.      | Eva Ganster       | Austria           | 2          | 6          | 1          | 9     |
| 4.      | Jessica Jerome    | Stany Zjednoczone | 1          | 0          | 7          | 8     |
| 5.      | Lindsey Van       | Stany Zjednoczone | 1          | 1          | 2          | 4     |
| 6.      | Juliane Seyfarth  | Niemcy            | 1          | 2          | 0          | 3     |
|         | Monika Pogladič   | Słowenia          | 1          | 0          | 2          | 3     |
|         | Ayumi Watase      | Japonia           | 0          | 2          | 1          | 3     |
|         | Henriette Smeby   | Norwegia          | 0          | 1          | 2          | 3     |
| 10.     | Line Jahr         | Norwegia          | 1          | 1          | 0          | 2     |
|         | Ulrike Gräßler    | Niemcy            | 0          | 2          | 0          | 2     |
|         | Kristin Schmidt   | Niemcy            | 0          | 1          | 1          | 2     |
| 13.     | Katie Willis      | Kanada            | 1          | 0          | 0          | 1     |
|         | Lisa Demetz       | Włochy            | 0          | 1          | 0          | 1     |
|         | Ann-Kathrin Reger | Niemcy            | 0          | 0          | 1          | 1     |
|         | Magdalena Kubli   | Austria           | 0          | 0          | 1          | 1     |

### Podział według krajów

#### Najwięcej zwycięstw w klasyfikacji generalnej
| Miejsce | Kraj     | Wygrane |
| ------- | -------- | ------- |
| 1.      | Austria  | 3       |
|         | Norwegia | 3       |

#### Najwięcej razy na podium w klasyfikacji generalnej
| Miejsce | Kraj              | 1. miejsca | 2. miejsca | 3. miejsca | Razem |
| ------- | ----------------- | ---------- | ---------- | ---------- | ----- |
| 1.      | Austria           | 3          | 2          | 1          | 6     |
| 2.      | Norwegia          | 3          | 1          | 1          | 5     |
| 3.      | Stany Zjednoczone | 0          | 2          | 2          | 4     |
| 4.      | Japonia           | 0          | 0          | 2          | 2     |
| 5.      | Niemcy            | 0          | 1          | 0          | 1     |

#### Najwięcej zwycięstw w konkursach
| Miejsce | Kraj              | Razy |
| ------- | ----------------- | ---- |
| 1.      | Norwegia          | 9    |
| 2.      | Austria           | 8    |
| 3.      | Stany Zjednoczone | 2    |
| 4.      | Słowenia          | 1    |
|         | Kanada            | 1    |
|         | Niemcy            | 1    |

#### Najwięcej razy na podium konkursów
| Miejsce | Kraj              | 1. miejsca | 2. miejsca | 3. miejsca | Razem |
| ------- | ----------------- | ---------- | ---------- | ---------- | ----- |
| 1.      | Austria           | 8          | 7          | 5          | 20    |
| 2.      | Norwegia          | 9          | 6          | 3          | 18    |
| 3.      | Stany Zjednoczone | 2          | 1          | 9          | 12    |
| 4.      | Niemcy            | 1          | 5          | 2          | 8     |
| 5.      | Słowenia          | 1          | 0          | 2          | 3     |
|         | Japonia           | 0          | 2          | 1          | 3     |
| 7.      | Kanada            | 1          | 0          | 0          | 1     |
|         | Włochy            | 0          | 1          | 0          | 1     |

### Drużynowe

#### Najwięcej zwycięstw w konkursach
| Miejsce | Kraj              | Razy |
| ------- | ----------------- | ---- |
| 1.      | Austria           | 6    |
| 2.      | Stany Zjednoczone | 2    |
|         | Norwegia          | 1    |

#### Najwięcej razy na podium konkursów
| Miejsce | Kraj              | 1. miejsca | 2. miejsca | 3. miejsca | Razem |
| ------- | ----------------- | ---------- | ---------- | ---------- | ----- |
| 1.      | Austria           | 6          | 0          | 1          | 7     |
| 2.      | Niemcy            | 0          | 3          | 4          | 7     |
| 3.      | Norwegia          | 1          | 2          | 2          | 5     |
| 4.      | Stany Zjednoczone | 2          | 0          | 1          | 3     |
| 5.      | Japonia           | 0          | 2          | 1          | 3     |
| 6.      | Słowenia          | 0          | 2          | 0          | 2     |